# Atlantica Sustainable Infrastructure
Atlantica Sustainable Infrastructure es una empresa con sede en Londres, Reino Unido. Posee, gestiona y adquiere activos de energía renovable, instalaciones de gas natural eficiente e infraestructuras de transmisión eléctrica. La empresa opera en varios países, incluyendo Estados Unidos, Canadá, Reino Unido, México, Perú, Chile, Uruguay, Colombia, España, Italia, Argelia y Sudáfrica.  

## Historia
Atlantica se estableció en 2013 con el propósito de gestionar una cartera de activos de infraestructura energética y ambiental con contratos a largo plazo.  En 2014 la empresa debutó en el mercado de valores del NASDAQ, enfocándose inicialmente en plantas de energía solar, líneas de transmisión y activos hídricos. Santiago Seage ha sido el CEO desde la fundación de la empresa.
En 2020, la compañía adoptó su actual denominación Atlantica Sustainable Infrastructure. En abril de 2021 Atlantica adquirió el 49% de un portafolio de plantas eólicas en Estados Unidos.
En 2021, Atlantica amplió su cartera con la adquisición de la planta geotérmica Coso en California. Ese mismo año, Atlantica adquirió una participación del 49% en una cartera eólica de 596 MW en los Estados Unidos, por 196,5 millones de dólares. Esta cartera incluye activos de viento  en Illinois, Texas, Oregón y Minnesota.  
A finales de 2023, la cartera de energía renovable de Atlantica alcanzó los 2.171 MW en operación. En 2024, la empresa continuó su expansión con la adquisición de dos activos eólicos en Escocia, añadiendo 32 MW de capacidad.
En diciembre de 2024, Atlantica fue adquirida por Energy Capital Partners y un grupo de coinversores, lo que resultó en su exclusión de NASDAQ.

## Reconocimientos
Atlantica ha sido incluida en el ranking Global 100 Most Sustainable Corporations, que evalúa las prácticas de sostenibilidad en distintos sectores industriales.
Además, ha formado parte del Índice de Igualdad de Género de Bloomberg durante tres años consecutivos (2021-2023).
En 2021, Atlantica recibió el prestigioso Terra Carta Seal, en reconocimiento a su compromiso con la sostenibilidad.
En diciembre de 2022, Atlantica fue galardonada con el Zurich Risk Management Award, otorgado por Zurich Insurance Group, por su enfoque estratégico en la gestión de riesgos y sostenibilidad.
En 2024, Atlantica fue incluida en la lista International S.A.F.E. 10, que reconoce a las empresas con un rendimiento sólido y un historial constante en el pago de dividendos.

## Adquisición
En 2024, Energy Capital Partners (ECP), un inversor privado estadounidense especializado en la transición energética, junto con un grupo de coinversores, alcanzó un acuerdo para adquirir Atlantica por 2.555 millones de dólares, a 22 dólares por acción.
En diciembre de 2024, la adquisición se completó a través de California Buyer Limited, una filial de Energy Capital Partners y sus coinversores. Como resultado de la transacción,, las acciones ordinarias de Atlantica fueron excluidas del Nasdaq Global Select Market, convirtiéndose en una empresa privada.